# Nora samrealskola
Nora samrealskola var en realskola i Nora verksam från 1920 till 1967.

## Historia
I Nora fanns från 1600-talet Nora trivialskola (pedagogi) som verkade till 1905. År 1905 bildades en samskola av pedagogin och stadens flickskola. Denna ombildades 1 juli 1920 till en kommunal mellanskola. 
Denna ombildades från 1945 successivt till Nora samrealskola. 
Realexamen gavs från 1921 (eventuellt något år senare) till 1967.
Skolbyggnaden brann ner 17 februari 1966, varvid två elever omkom.